# Забор'я (Куньїнський район)
Забор'я (рос. Заборье) — присілок в Куньїнському районі Псковської області Російської Федерації.
Населення становить 6 осіб. Входить до складу муніципального утворення Каськовська волость.

## Історія
Від 2015 року входить до складу муніципального утворення Каськовська волость.

## Населення
| 2001 | 2002 | 2010 |
| ---- | ---- | ---- |
| 13   | ↗16  | ↘6   |